# Ramathibodi I
Ramathibodi I (Thai: สมเด็จพระรามาธิบดีที่ 1) blev den förste kungen i det thailändska riket Ayutthaya. Han föddes  1314 och var kung från 1351 fram till sin död 1369. 
Hans ursprung är inte klarlagt, men en teori är att han härstammade från en kinesisk handelsfamilj som fanns i området. Genom strategiska giftermål lyckades han befästa sin makt. Han gjorde theravadabuddhismen till officiell religion och skrev omfattande lagtexter som kom att ha betydelse ända fram till 1800-talet. Innan han blev kung var han känd som prins U Thong อู่ทอง. Ramathibodi I efterträddes av sin son Ramesuan  (Thai: สมเด็จพระราเมศวร) som senare tvingades abdikera till förmån för sin morbror Borommaracha I (Thai: บรมราชาธิราชที่ 1). 